# Pseuderanthemum sneidernii
Pseuderanthemum sneidernii är en akantusväxtart som beskrevs av Emery Clarence Leonard. Pseuderanthemum sneidernii ingår i släktet Pseuderanthemum och familjen akantusväxter. Inga underarter finns listade i Catalogue of Life.